# Halmazrendszerek kombinatorikus tulajdonságainak listája
E lapon betűrendben találhatóak bizonyos kombinatorikus szempontból fontos halmazrendszer- és halmazcsalád-osztályok (esetleg hipergráf-osztályok) definíciói.

## …–
- …-metszőrendszer: olyan metszőrendszer, amelyre igaz, hogy bármely két taghalmaz metszetének elemszáma nagyobb mint … (… egy számosság.); például 4-metszőrendszer.
- …-uniform halmazrendszer: olyan uniform halmazrendszer, amelynek minden tagja … elemszámú (… egész szám), például 65-uniform rendszer.

## A
- antilánc:[1] * ld. Sperner-rendszer.

## D
- Δ-rendszer: A halmazrendszer tagjainak páronkénti metszete az összes párra azonos.

## Cs
- csillag: olyan hipergráf, amelynek van egy minden élre illeszkedő csúcsa.

## F
- filter: ld. szűrő.
- főideál: Olyan ideál, mely tartalmazza összes tagjai (egyszerre történő) egyesítését.
- Fubini-rendszer: ld. λ fág-rendszer.
- független metszőrendszer: Olyan metszőrendszer, melynek bármely tagját elhagyva olyan halmazrendszert kapunk, amely már nem metszőrendszer.

## H
- halmazgyűrű: olyan halmazcsalád, amely zárt az unió- és metszetképzés műveletére (az elnevezés félrevezető, mert a struktúra az unió- és metszetművelettel általában valójában "csak" félgyűrűt alkot).[2]
- halmaztest v. halmazalgebra: olyan nem üres halmazrendszer v. -család, amely zárt az unió és a komplementerképzés műveletére
- halom (clutter): ld. Sperner-rendszer.

## I
- ideál: olyan nemüres halmazcsalád v. rendszer, amely (véges) unió-zárt, és tetszőleges taghalmaza összes részhalmazát is tartalmazza.[3] Ld. még valódi ideál.

## L
- λ-rendszer v. Fubini-rendszer: olyan halmazcsalád, amely nem üres, zárt a komplementumképzésre (avagy a különbségképzésre) és a páronként diszjunkt megszámlálható unióra.
- leszálló rendszer: zárt a részhalmazképzésre, azaz tagjai részhalmazai is mind tagok. Ebből következően egy leszálló rendszer tartalmazza az üres halmazt.
- linearitás: egy hipergráf lineáris, ha bármely két (különböző!) (hiper)éle - akárcsak az euklideszi egyenesek - legfeljebb 1 pontban metszi egymást.

## M
- matroid: Nem üres, a részhalmazképzésre zárt (avagy leszálló) hipergráf, melyre még az is teljesül, hogy tartóhalmazának bármely részhalmazában lévő legbővebb tagjai mind azonos elemszámúak (az elemszám csak a megválasztott részhalmaztól függ, bár részhalmazonként különbözhet).
- metszőrendszerI.:[4] Olyan halmazcsalád, melyre igaz, hogy a tartóhalmaz bármely eleme előáll néhány (véges sok) különböző tag metszeteként.
- metszőrendszerII.:[5] Olyan halmazrendszer, amely bármely két tagjának metszete nem üres.

## P
- páronként diszjunkt rendszer: Olyan halmazrendszer v. -család, amely bármely két tagjának metszete üres.
- π-rendszer: olyan halmazrendszer v. -család, amely metszet-zárt (véges sok taghalmaz metszete is a családban van).

## R
- (i,j)-regularitás: Egy hipergráf (i,j)-reguláris, ha minden csúcsára i (hiper)él illeszkedik, és minden (hiper)éle j csúcsot tartalmaz.

## S
- Sperner-rendszer / halom / antilánc: Olyan halmazrendszer v. -család, amely egy tagja sem tartalmaz egy másik tagot sem részhalmazként.

## Sz
- szeparáló rendszer:
  1. Olyan Ω halmaz feletti halmazcsalád, amelyre igaz, hogy a tartóhalmaz bármely két eleméhez található egy taghalmaz, amely az egyik elemet tartalmazza, de a másikat nem.
  2. Olyan hipergráf, amelynek duálisa Sperner-rendszer; vagy, ami ezzel ekvivalens, amelynek bármely v (hiper)csúcsára igaz, hogy az őt tartalmazó (hiper)élek metszete {v}.
- szigma-algebra (σ-algebra): nemüres, metszet-zárt és megszámlálhatóunió-zárt halmazcsalád.
- szigma-gyűrű: metszet-zárt és megszámlálhatóunió-zárt halmazcsalád.
- szűrő vagy filter: Olyan nemüres halmacsalád vagy -rendszer, amely nem tartalmazza az üres halmazt, (véges) metszet-zárt (π-rendszer) és zárt a részhalmazképzésre (egy tagja összes részhalmazait is tartalmazza, kivéve az üreset).

## U
- uniform halmazrendszer: Olyan halmazrendszer v. -család, amelynek minden taghalmaza azonos számosságú. Lásd még …–uniform halmazrendszer.

## V
- valódi ideál: egy Ω halmaz feletti olyan halmazcsalád vagy -rendszer, amely ideál (azaz nem üres, végesunió-zárt és zárt a részhalmazképzésre); továbbá nem tartalmazza az Ω tartóhalmazt.